# يواخيم فون ساندرارت
يواخيم فون ساندرارت (و. 1606 – 1688 م) هو رسام، ومؤرخ الفن، ونقاش، ومترجم من فرانكفورت، ولد في فرانكفورت، كان عضوًا في أكاديمية سان لوقا، توفي في نورنبرغ، عن عمر يناهز 82 عاماً.

## روابط خارجية
- يواخيم فون ساندرارت على موقع الموسوعة البريطانية (الإنجليزية)
- يواخيم فون ساندرارت على موقع ديسكوغز (الإنجليزية)